# 7490 Babička
7490 Babička è un asteroide della fascia principale. Scoperto nel 1995, presenta un'orbita caratterizzata da un semiasse maggiore pari a 2,2282246 UA e da un'eccentricità di 0,0952765, inclinata di 1,88699° rispetto all'eclittica.